# Резолюція Генеральної Асамблеї ООН 73/194
Резолюція Генеральної Асамблеї ООН A/RES/73/194 «Проблема мілітаризації Автономної Республіки Крим та м. Севастополь (Україна), а також частин Чорного і Азовського морів» була схвалена 17 грудня 2018 року на 73-й сесії Генеральної Асамблеї ООН у відповідь на діяльність Росії в Криму, а також на інцидент у Керченській протоці, і засвідчила чітку позицію міжнародного співтовариства на підтримку територіальної цілісності України в межах її міжнародно визнаних кордонів та засудження агресії РФ.
У відкритому голосуванні 66 країн-членів ООН висловилися «за», 19 — «проти», а 72 утримались.

## Ініціатори
Співавторами проекту резолюції, крім України, виступили ще 40 держав.

## Зміст
Окупація Криму, загроза або застосування сили проти територіальної цілісності та політичної незалежності України порушує зобов'язання, взяті Росією при підписанні Меморандуму про гарантії безпеки у зв'язку з приєднанням України до Договору про нерозповсюдження ядерної зброї (Будапештський меморандум).
Резолюція висловлює рішучу стурбованість міжнародного співтовариства невиправданим застосуванням Російською Федерацією сили проти трьох кораблів ВМС України 25 листопада 2018 року у Чорному морі, в результаті якого було серйозно поранено окремих членів українських екіпажів, та закликає Російську Федерацію негайно звільнити українські кораблі та особовий склад.
Резолюція містить заклик до Російської Федерації припинити перешкоджати законному праву на свободу судноплавства у Чорному та Азовському морів, а також Керченській протоці відповідно до міжнародного права, зокрема Конвенції ООН про морське право 1982 року.
Важливим елементом резолюції є засудження побудови та відкриття Російською Федерацією Керченського мосту, а також збільшення військової присутності Російської Федерації в акваторіях Чорного і Азовського морів.

## Голосування
Проєкт резолюції A/73/L.47, який запропонували 5 грудня 2018 року 31 держава-член ООН, а 17 грудня до співавторства долучилися ще 9 держав (напівжирним шрифтом), ухвалили 17 грудня на 56 пленарному засіданні 73-ї сесії Генеральної Асамблеї кваліфікованою більшістю присутніх як A/RES/73/194. Проєкт поправки A/73/L.68, який 13 грудня запропонували Іран та Сирія, у співавторстві від 17 грудня з Венесуелою та Нікарагуа, Асамблея відхилила 64 голосами проти 25 при 60 утриманих:
| Голос         | Кількість | Держави-члени Організації Об'єднаних Націй |
| ------------- | --------- | --- |
| За            | 66        | Австралія, Австрія, Албанія, Андорра, Антигуа і Барбуда, Беліз, Бельгія, Болгарія, Ботсвана, Вануату, Велика Британія, Гаяна, Гватемала, Греція, Грузія, Данія, Джибуті, Естонія, Ізраїль, Ірландія, Ісландія, Іспанія, Італія, Канада, Кіпр, Кірибаті, Коста-Рика, Латвія, Литва, Ліберія, Ліхтенштейн, Люксембург, Мальдіви, Мальта, Маршаллові Острови, Молдова, Монако, Нідерланди, Німеччина, Нова Зеландія, Норвегія, Панама, Північна Македонія, Польща, Португалія, Румунія, Самоа, Сан-Марино, Сінгапур, Словаччина, Словенія, Соломонові Острови, Сполучені Штати Америки, Тувалу, Туреччина, Угорщина, Україна, Федеративні Штати Мікронезії, Фінляндія, Франція, Хорватія, Чехія, Чорногорія, Швейцарія, Швеція, Японія                                                                                                |
| Проти         | 19        | Білорусь, Болівія, Бурунді, Венесуела, Вірменія, Зімбабве, Іран, Камбоджа, Куба, Лаос, М'янма, Нікарагуа, Південний Судан, Північна Корея, Росія, Сербія, Сирія, Судан, Узбекистан |
| Утрималися    | 72        | Алжир, Ангола, Аргентина, Бангладеш, Барбадос, Бахрейн, Бенін, Бразилія, Бруней, Бутан, В'єтнам, Гвінея, Гондурас, Домініканська Республіка, Еквадор, Екваторіальна Гвінея, Еритрея, Есватіні, Ефіопія, Єгипет, Ємен, Індія, Індонезія, Ірак, Йорданія, Казахстан, Камерун, Катар, Кенія, Киргизстан, Китайська Народна Республіка, Колумбія, Коморські Острови, Кот-д'Івуар, Кувейт, Малаві, Малайзія, Малі, Мексика, Мозамбік, Монголія, Намібія, Науру, Непал, Нігерія, Об'єднані Арабські Емірати, Оман, Пакистан, Палау, Папуа Нова Гвінея, Парагвай, Перу, Південна Корея, Південно-Африканська Республіка, Руанда, Сальвадор, Саудівська Аравія, Сейшельські Острови, Сенегал, Сент-Вінсент і Гренадини, Сент-Люсія, Таїланд, Танзанія, Того, Тринідад і Тобаго, Уганда, Уругвай, Фіджі, Філіппіни, Чилі, Шрі-Ланка, Ямайка |
| Не голосували | 36        | Азербайджан, Афганістан, Багамські Острови, Боснія і Герцеговина, Буркіна-Фасо, Габон, Гаїті, Гамбія, Гана, Гвінея-Бісау, Гренада, Демократична Республіка Конго, Домініка, Замбія, Кабо-Верде, Лесото, Ліван, Лівія, Маврикій, Мавританія, Мадагаскар, Марокко, Нігер, Республіка Конго, Сан-Томе і Принсіпі, Сент-Кіттс і Невіс, Сомалі, Суринам, Східний Тимор, Сьєрра-Леоне, Таджикистан, Тонга, Туніс, Туркменістан, Центральноафриканська Республіка, Чад |
| Всього        | 193       | |

Речник Постійного представництва України в ООН Олег Ніколенко розповів про значні потуги російської дипломатії у перешкоджанні прийняттю резолюції. Коли виявилося, що голосів достатньо, група країн у складі Ірану, Сирії, КНДР, Нікарагуа та Венесуели внесли поправки в текст, які мали на меті розмити його положення.
У відповідь Україна сама запропонувала Генасамблеї ухвалювати резолюцію щодо мілітаризації Росією Криму двома третинами голосів, а не простою більшістю, щоб нівелювати загрозу ухвалення правок.
Перед голосуванням за початковий проєкт Ісламська Республіка Іран та Сирійська Арабська Республіка запропонували поправку, закликаючи обидві сторони співпрацювати щодо вирішення кризи. Поправка провалилась, набравши лише 25 голосів «за».

## Значення і реакція
На думку МЗС України, широка підтримка позиції стосовно Криму та засудження мілітаризації Чорного і Азовського морів є чітким сигналом для Російської Федерації: російські злочини та провокації не залишаються поза увагою світового співтовариства, а держава-агресор понесе відповідальність за правопорушення.
 У Росії заявили, що в резолюції немає юридичних наслідків, але вона «цілком може мати військово-політичні» наслідки, а також що подальші дії України «можуть призвести до трагедії».